# Marijke ten Cate
Marijke ten Cate (Stavoren, 8 augustus 1974) is een Nederlands illustratrice.

## Levensloop
Marijke werd geboren in het Friese Stavoren. Ze wilde op jonge leeftijd al illustratrice worden. Ze volgde haar de opleiding hiervoor aan de kunstacademie ArtEZ in Kampen.
Marijke debuteerde in 1997 met haar boek Klein Konijn is ziek. In 2004 ontving ze de Vlag en Wimpel voor haar boek Altijd Tijger. Dit schreef ze samen met José Stroo. In 2005 maakte ze de boekenreeks Bo en Babs. Verder geeft ze workshops aan scholen en in bibliotheken en maakte ze illustraties voor kinderbijbels. In 2010 maakte ze de illustraties voor het boek Kinderen van God van de Zuid-Afrikaanse aartsbisschop en Nobelprijswinnaar Desmond Tutu. Vooral haar Prentenbijbel uit 2012 werd een populaire kinderbijbel en kreeg in 2023 een remake.
In 2018 werd bij haar borstkanker geconstateerd. Naar aanleiding hiervan schreef zij in dat jaar samen met Corien Oranje het boek Morgen ga ik echt. Ze werkt samen met schrijvers als Hijltje Vink, Corien Oranje, Frans van Houwelingen en Peter Brouwers.